# 地对地导弹

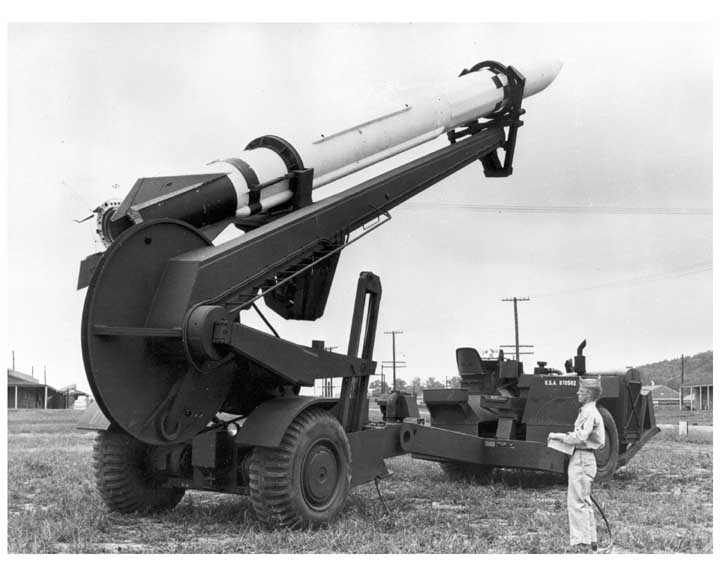
一枚MGM-5 伍長在白沙飛彈靶場

地对地导弹是从陆地发射打击地面目标的导弹。它由弹体、弹头、动力装置、制导系统等部分组成。按照作战任务的不同，地對地导弹可以分为地對地战略导弹和地對地战术导弹。
MGM-140 ATACMS、地面发射的GBU-39小直径炸弹 (GLSDB)、远程精确射击（LRPF）和东风系列导弹等都属于地对地导弹。

## 地對地戰略飛彈
地對地戰略飛彈是由地面发射，对地面战略目标进行打击的弹道式导弹，通常装有核弹头。从导弹发射井发射的地對地戰略飛彈，由于阵地固定，易被对方侦察发现，已逐渐趋向发射井和机动发射并重。

## 地對地戰術飛彈
地對地戰術飛彈是指从陆地发射，攻击敌方战术纵深内地面目标的导弹武器，它的最大射程一般不超过1000公里。海湾战争的经验说明地對地戰術飛彈如果没有准确的命中精度，就不能发挥巨大的杀伤力。伊拉克发射的早期型“飞毛腿”导弹有15%的导弹没有正確引爆或遭拦截。但是，由于该飛彈的導航精度太低，这15%的飛弹大部分都未击中预定的目标。

## 导弹种类
地对地导弹通常分为以下几种：
- 弹道导弹在预定弹道上飞行，发动机在助推时工作，射程根据导弹种类各有不同
  - 战术弹道导弹：射程在150公里至300公里之间
    - 战役战术弹道导弹（英语：Battlefield range ballistic missile）（BRBM）：射程小于200公里

  - 战区弹道导弹（TBM）：射程在300公里至3500公里之间
    - 短程弹道导弹（SRBM）：射程小于1000公里
    - 中程弹道导弹（MRBM）：射程在1000公里至3500公里之间

  - 远程弹道导弹（IRBM）：射程在3500公里至5500公里之间
  - 洲际弹道导弹（ICBM）：射程大于5500公里
- 巡航导弹在地面低空飞行，整个飞行过程中发动机均正常工作，一般射程为2,500公里,各种巡航导弹的射程可能大不相同
- 反坦克导弹在地面低空飞行，发动机在飞行过程中不一定是否一直工作，一般射程为5公里

不同机构以不同的形式定义导弹类型。例如，美国国防部没有远程弹道导弹的定义，并将洲际弹道导弹定义为射程超过5,500公里（3500英里）的导弹。国际战略研究所也没有确定远程弹道导弹的射程范围，并且短程弹道导弹的定义射程范围为比国防部使用的定义范围更短。